# Mužlja

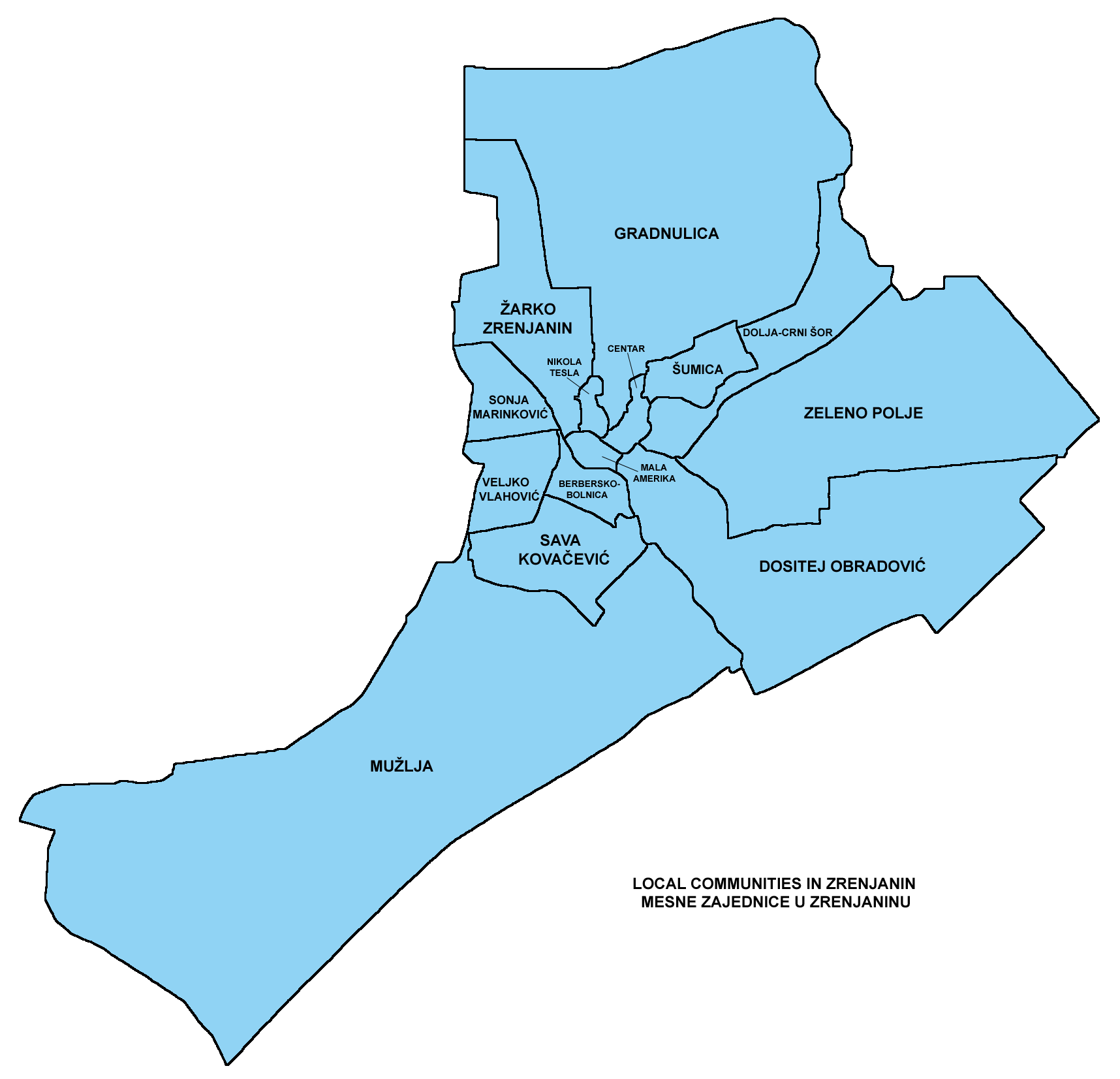
Karte der Stadt Zrenjanin, Mužlja südlich der Kernstadt

Mužlja (ungarisch Muzslya, deutsch Muschla) (bis 1955 Gornja Mužlja, ungarisch Felsö Muzslya) ist ein Ortsteil  von Zrenjanin in Serbien.

## Geschichte

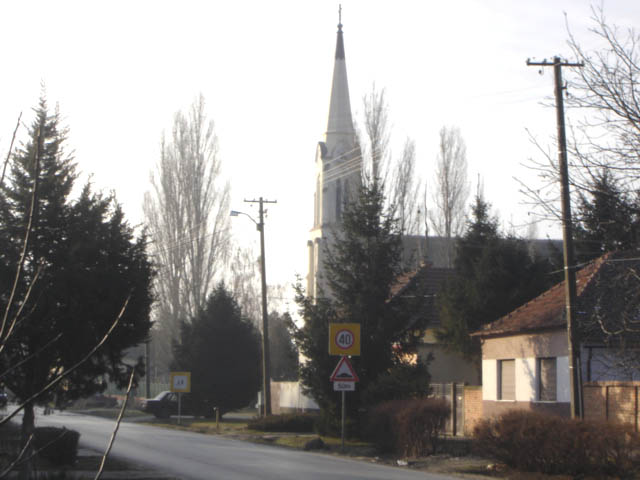
Die Hauptstraße mit katholischer Marienkirche (1902)

Auf Beschluss der königlichen ungarischen Kammer wurde 1890 am Südrand von Zrenjanin (ungarisch Nagybecskerek, deutsch Großbetschkerek, rumänisch Becicherecul Mare) die Siedlung Mužlja gegründet mit dem Ziel, das Gebiet landwirtschaftlich zu nutzen. Hierfür wurden 420 ungarische Familien (insgesamt etwa 2500 Menschen) in dem Gebiet angesiedelt. Die agrarisch angestrebten Ziele konnten nur mäßig befriedigt werden, doch in den frühen 1960er-Jahren verzeichnete das Dorf große Zuwachsraten. Grund hierfür war die attraktive Lage in der Nähe der Stadt Zrenjanin, die für viele Menschen in der Region Arbeit bot. Zu seiner Blütezeit hatte Mužlja 13.000 Einwohner. Heute liegt die Einwohnerzahl, bedingt durch den Bürgerkrieg und die damit verbundene Abwanderung ins Ausland, bei rund 10.000.
In ihrer kurzen Geschichte verlor Mužlja einige Male ihre Selbstverwaltung, bis es schließlich 1971 vollständig zum 14. Bezirk von Zrenjanin erklärt wurde.

## Ethnien
Ursprünglich war Mužlja eine rein ungarische Siedlung. Heute stellen die Ungarn immer noch die Mehrheit der Einwohner und bilden damit eine Exklave in der ansonsten hauptsächlich serbisch bevölkerten Gegend. Durch verschiedene serbische Einwanderungswellen in den 1960er-, 1980er- sowie in den 1990er-Jahren (bedingt durch Vertreibung und Abwanderung aus anderen Teilen Jugoslawiens während der Jugoslawienkriege) stieg der Anteil von Serben und anderen Ethnien stetig. Jede dieser Migrationswellen wurden von kurzzeitigen Konflikten mit der ortsansässigen Bevölkerung begleitet, die sich jedoch rasch legten.
Das Zusammenleben funktionierte bis zur jüngsten Zeit relativ problemlos. Praktisch alle Ungarn sprechen Serbisch und auch ein Teil der Serben kann sich grob ungarisch verständigen.
In den letzten Jahren haben sich allerdings die Spannungen zwischen den Volksgruppen verschärft. Es kommt immer wieder zu Zusammenstößen zwischen Jugendlichen. Außerdem gibt es seit einigen Jahren eine starke anti-chinesische Haltung in Mužlja. 2002 wurde ein Brandanschlag auf einen der chinesischen Supermärkte verübt, der vollständig ausbrannte. 